# 빙설 기후

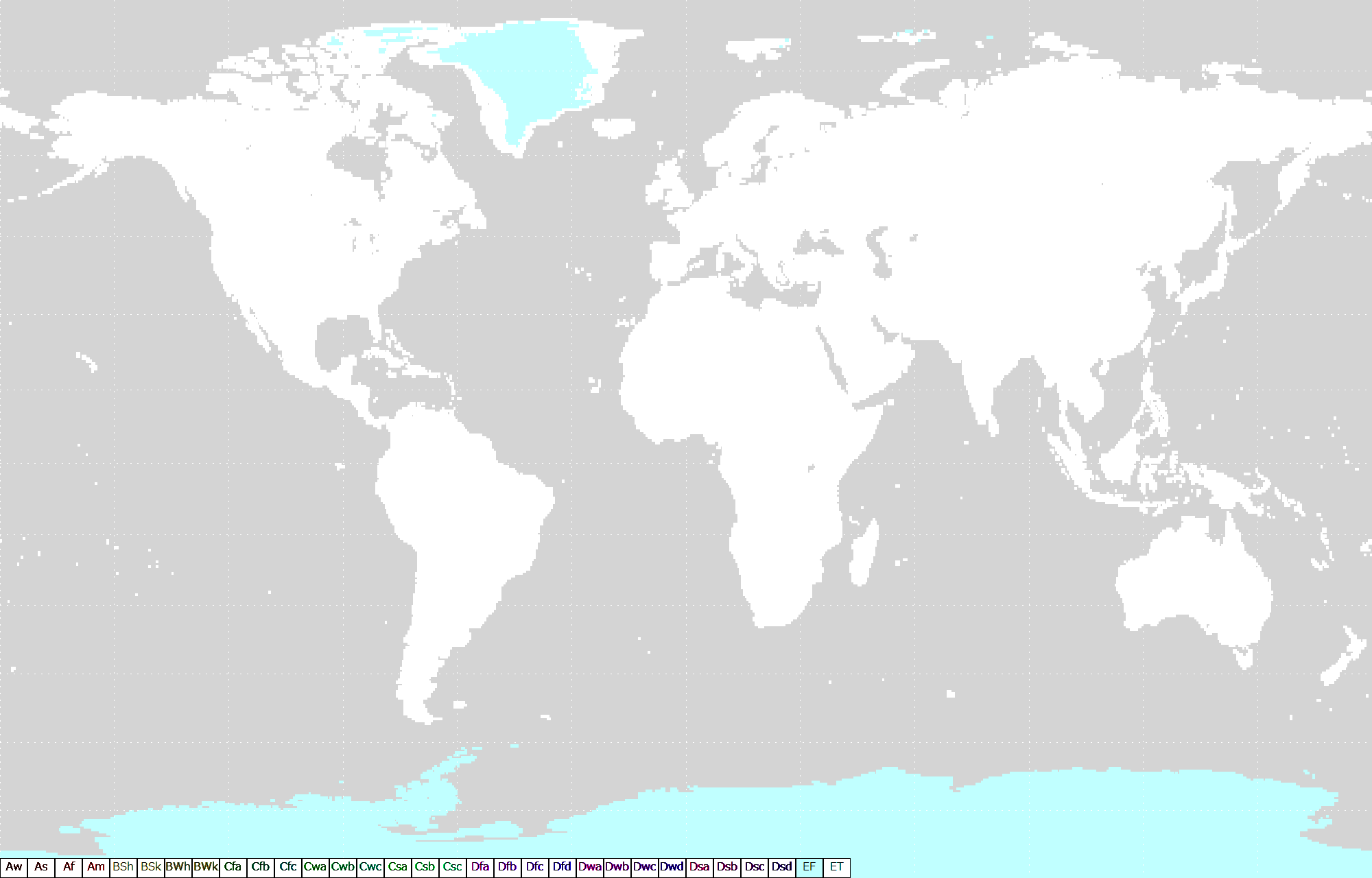
빙설 기후 분포 모습. 그린란드 내륙 지방과 남극 대륙이 거의 대부분을 차지하고 있는 것을 알 수 있다.

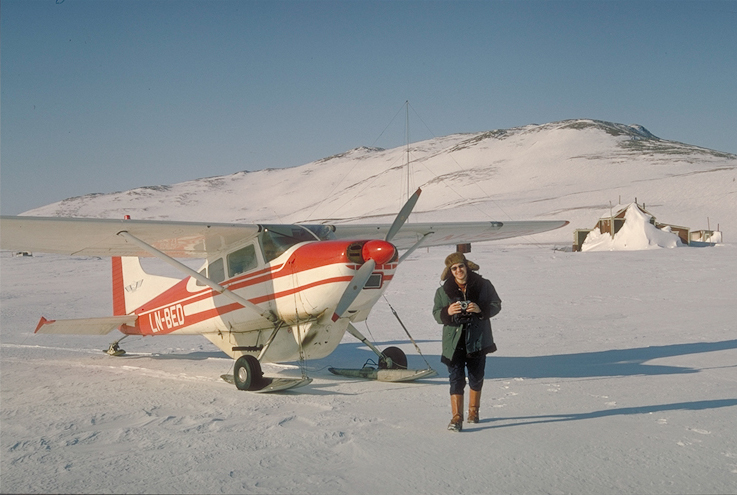
그린란드의 모습. 이처럼 빙설 기후는 1년 내내 눈이나 얼음으로 덮여 있다.

빙설 기후(氷雪氣候)는 쾨펜의 기후 구분에서 한대 기후에 속하며, 기호는 EF이다. 기온이 가장 낮은 기후로, 가장 따뜻한 달도 영상을 넘지 못한다. 따라서 1년 내내 눈이나 얼음으로 뒤덮여 있다. 빙설 기후에서 취락은 거의 찾아보기 힘들며, 빙설 기후에 속하는 지역으로는 그린란드 내륙지방, 남극 대륙이 거의 대부분을 차지한다.
이 중에서 특히 남극 대륙이 가장 추운 지방으로 지구상에서 가장 추운 지역이기도 하다. 남극 대륙에서는 몇몇 이끼류가 살기는 하지만 이마저도 일부 제한적이다. 관목류는 물론, 초본류도 거의 없다고 볼 수 있다. 남극 대륙에서는 펭귄이나 바다표범 등이 자생하며, 가장 추울 때는 영하 80˚C 정도까지 내려가기도 한다.
빙설 기후에서 취락은 거의 제대로 찾기 힘들며, 그나마 거의 대부분이 과학 연구를 목적으로 하는 기지가 거의 대부분이다. 이런 기지들 중에서는 대한민국의 세종과학기지도 있다. 북극에는 대한민국의 다산과학기지도 있다. 이렇게 빙설 기후지역에 과학 기지를 세우는 까닭은, 구리와 같은 많은 자원이 있고, 아직 밝혀진 바가 많지 않으며, 넓은 어장이 분포하기 때문이다.
하지만 이와 같이 각국이 기지를 세우자 1961년 6월 23일, 남극 조약을 만들게 된다. 이 남극 조약은 남극에 있을 분쟁을 막기 위해 생겨난 것으로, 핵기지 등의 건설을 막고 있다.

## 빙설 기후의 성질을 띠고 있는 지역

### 아메리카
- 캐나다 엘즈미어섬 일부
- 그린란드 내륙

### 유럽
- 스발바르 제도 일부
- 러시아 부속 도서 일부

### 남극
- 전 지역

## 같이 보기
- 쾨펜의 기후 구분
- 한대 기후